# Cobla catalana

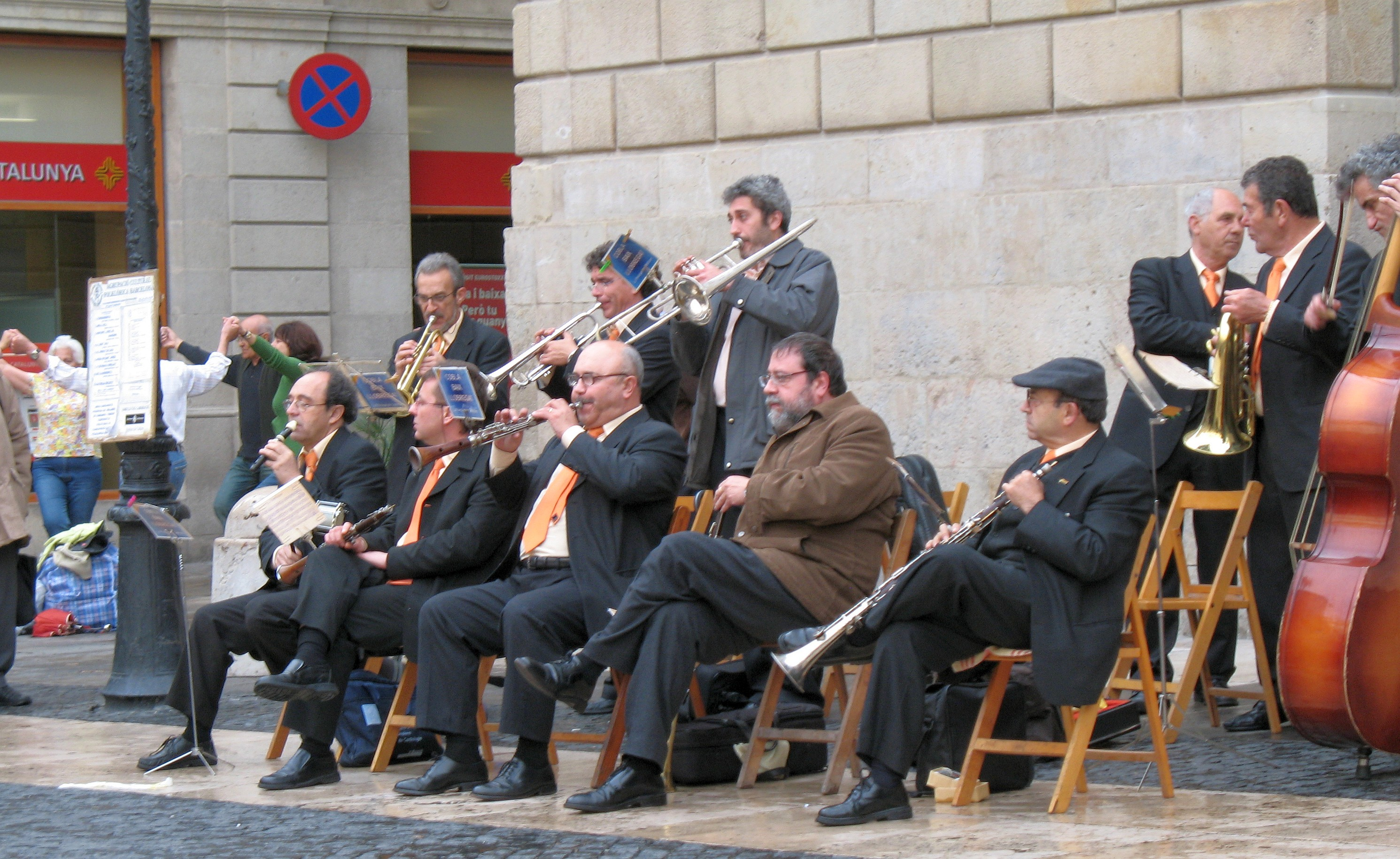
"Cobla Baix Llobregat" che suona di fronte al Palazzo della Generalitat a Barcelona

La cobla (pronuncia catalana: [ˈkobːɫə], plurale: cobles) è una formazione musicale tradizionale catalana nella quale predominano gli strumenti a fiato. La cobla esegue musiche per balli e danze tradizionali, in particolare la Sardana, un ballo tradizionale catalano.
In origine vi erano sono 3 suonatori: un suonatore di flabiol, uno di tible e uno di zampogna.
Oggi la formazione più frequente della cobla comprende 11 musicisti che suonano 12 strumenti. Tipicamente i musicisti si distribuiscono su due file. Quelli della fila anteriore sono seduti: si tratta di un suonatore di flabiol, che suona anche il tamborì, e di quattro suonatori di ciaramella catalana, rispettivamente due tible (uno strumento simile ad un oboe), e due tenora (una versione di tible più grande e dal suono più grave).  I musicisti della fila posteriore di solito suonano in piedi: sono due trombe, un trombone, e due fiscorni (una specie di flicorno baritono in Do). Alla destra, fuori dalle due file di musicisti, si trova il contrabbasso, che è l'unico strumento a corde della formazione.